# Personnenbos
Het Personnenbos is een natuurgebied in de gemeente Beuningen in de Nederlandse provincie Gelderland. Het is een ecologisch waardevol, zeldzaam restant van een middeleeuws rivierkleibos. Het is eigendom van Staatsbosbeheer.

## Beschrijving
Het kleine bos (15 ha) ligt in het open gebied tussen Beuningen en Wijchen (het Broek) even ten westen van Nijmegen. Hoewel de oudste kaartvermelding pas dateert uit 1755, is het bos vermoedelijk al in de veertiende eeuw aangelegd als productiebos. Het vroegere overstromingsgebied van de rivier de Waal aldaar werd vanaf 1320 ontgonnen. In het landschap van kommen en broeklanden werden vochtige akkers aangelegd met wilgen (grienden) en bossen voor teelt van geriefhout. Van deze oude bossen is het Personnenbos een overblijfsel.
Oorspronkelijk is het gebied aangeplant met essen en iepen. Nu heeft het een bonte vegetatie. De langgerekte vorm van het bos is sinds 1844 nagenoeg ongewijzigd. De smalle bosstrook met een lengte van circa 1 km en een breedte van slechts 150 meter is opgedeeld in tien achter elkaar liggende bospercelen. In elk van de percelen domineert een ander boomsoort, zoals eiken, populieren, wilgen, essen en esdoorn.
Tot 1949 was het bos eigendom van de familie Von Nagel-Doornick. Daarna is het eigendom geworden van Staatsbosbeheer.

## Flora en fauna
In het natuurgebied komen 74 plantensoorten voor, waaronder de boskortsteel, gevlekte aronskelk, gewone vogelmelk, kraailook, kruisbladwalstro en moeraswolfsmelk. De oudste eikenbomen dateren uit 1858 en 1878.
Er is een gevarieerde vogelstand met veertig soorten, waaronder de buizerd, ekster, fitis, heggenmus, leeuwerik, ransuil, sperwer, tuinfluiter, winterkoning en boomklever. Tevens leeft een kleine reeënpopulatie van circa 8 dieren.
Door de geringe breedte en lange randlengte heeft bos het te lijden onder de meststoffen van de omliggende weilanden. Om de smalle bosstrook te beschermen is extra beplanting aan de bosranden nodig. De beschermingszone zou eigenlijk moeten worden uitgebreid tot 100 meter rond het bos.

## Ligging

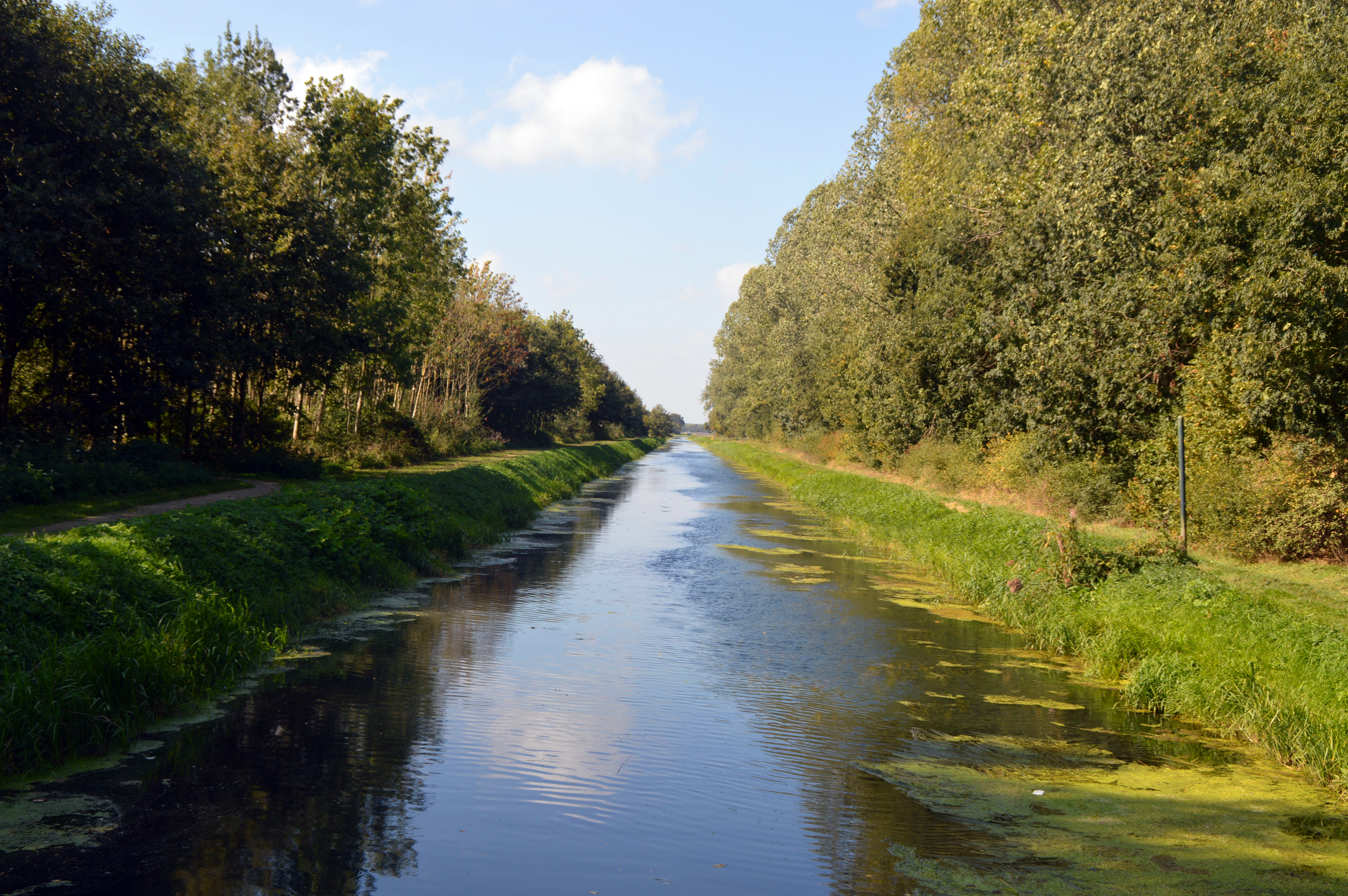
De Nieuwe Wetering, met rechts de zuidelijke bosrand van het Personnenbos

Het bos wordt begrensd door de Oude Wetering in het noorden en Nieuwe wetering in het zuiden. Het is toegankelijk vanaf de noordzijde. Er loopt slechts een pad langs de oostelijke bosrand. Ten zuiden van het natuurgebied is het industrieterrein Bijsterhuizen inmiddels opgerukt tot de bosrand.

## Etymologie
De naam van het bos komt van het woord person of persone uit het Middelnederlands: een pastoor die zijn kerk door een plaatsvervanger liet bedienen. Een nabijgelegen zorgboerderij heeft zich naar dit bos genoemd.